# Olof Ågren

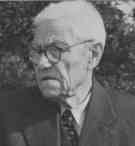
Olof Ågren i Flivik 1960

Olof (Olle) Casimir Ågren, född 26 november 1874 i Alsen i Jämtland, död i Flivik i Småland den 28 oktober 1962, var en svensk bildkonstnär.
Han var son till fanjunkaren Nils Ågren och Christina Winnberg. Ågren funderade först på att bli arkitekt och studerade vid Tekniska skolan i Stockholm 1896–1897 med ändrade inriktning och studerade konst vid Konstakademien i Stockholm 1898–1903. Han studerade vid olika målarskolor 1903 i Berlin och med ett stipendium från Kinmansons fond i Paris 1908–1910 samt i Italien och södra Frankrike 1920–1927. Han målade stadsmotiv och hamnbilder med inslag av italienskt 1300-talsmåleri. En stor betydelse för Ågren var det stöd han fick av Ernest Thiel som upplät en bostad i Neglinge till honom och flera av hans konstnärskamrater. Tillsammans med John Bauer tillbringade han sommaren 1906 i den svenska skärgården och utförde då ett antal landskapsmålningar. Tidvis arbetade han som medhjälpare till friluftsmålaren Severin Nilsson när denne var överhopad med arbete.
Ågren gifte sig 1933 med Elisabeth Bergström. 1938 flyttade de till Flivik  i Misterhults socken norr om Oskarshamn där han i fortsättningen ägnade sig mer åt lantbruk än konst. Separat ställde han ut på Galerie Moderne, Konstnärshuset i Stockholm, Västervik och Östersund. Tillsammans med Oskar Bergman ställde han ut på Göteborgs konsthall 1936 och han medverkade i samlingsutställningar arrangerade av De Frie, Sveriges allmänna konstförening, Liljevalchs konsthall och Riksförbundet för bildande konst. En minnesutställning med hans konst visades i Östersund 1964 och en annan på Waldemarsudde 1974 (i anslutning till att det var 100 år sedan han föddes). 2013 gav Fredrik Sjöberg ut boken Ge upp idag – i morgon kan det vara försent på Albert Bonniers Förlag. Den handlar om Olof Ågren och Lotte Laserstein. I september 2016 till januari 2017 arrangerade Jamtli och Jämtlands läns konstförening en stor separatutställning. Utställningen innefattade hundratalet verk, varav de flesta aldrig tidigare visats publikt. Hans konst består av landskap, stadsbilder med mera från Frankrike, Italien och Sverige.
Ågren finns representerad bland annat på Göteborgs konstmuseum, Nationalmuseum Moderna museet, Thielska galleriet, Prins Eugens Waldemarsudde, Värmlands museum, Västerås konstförenings galleri och Norrköpings Konstmuseum. På Jamtli i Östersund finns tavlor  samt skisser och annat material donerat av Ågrens arvingar.
Olof Ågren är begravd på Misterhults kyrkogård. Gravrätten upphörde 2012 så gravstenen finns inte längre kvar på kyrkogården.

### Fotnoter
1. 1 2  Vem är vem 1948 Projekt Runeberg
2. ↑  Mitt eget och min mors minne. Det kan kanske ha varit ett sjukhem i Hultsfred (det står Hultsfred i vissa lexikon). Mer troligt Hjorted. Han var hur som helst bosatt i Flivik.
3. ↑  Brev från Elisabeth familjensoderqvist.se
4. ↑  Göteborgs konstmuseum
5. ↑  Nationalmuseum
6. ↑  Moderna museet
7. ↑  Holmer, Kerstin. (2000). Norrköpings Konstmuseum Katalog. Konstmuseum. ISBN 91-88244-22-9. OCLC 485653271. https://www.worldcat.org/oclc/485653271. Läst 20 januari 2021
8. ↑  Konst Jamtli.com
9. ↑  SvenskaGravar